# La Remuée
La Remuée est une commune française située dans le département de la Seine-Maritime en région Normandie.

## Géographie

### Description
La commune est située à 8 km du pont de Tancarville, 18 km du pont de Normandie et 20 km du Havre. Elle est donc assez proche de l'autoroute A29.

### Communes limitrophes
|                         | Les Trois-Pierres |          |
| Saint-Romain-de-Colbosc | La Remuée         | Mélamare |
| Saint-Vincent-Cramesnil | La Cerlangue      |          |

### Hydrographie
La commune est située dans le bassin Seine-Normandie. Elle n'est drainée par aucun cours d'eau,. Néanmoins trois plans d'eau sont présents sur le territoire communal : la mare des Courlis (0,09 ha), la mare des Saules (0,04 ha) et la mare du Moulin (0,07 ha),.

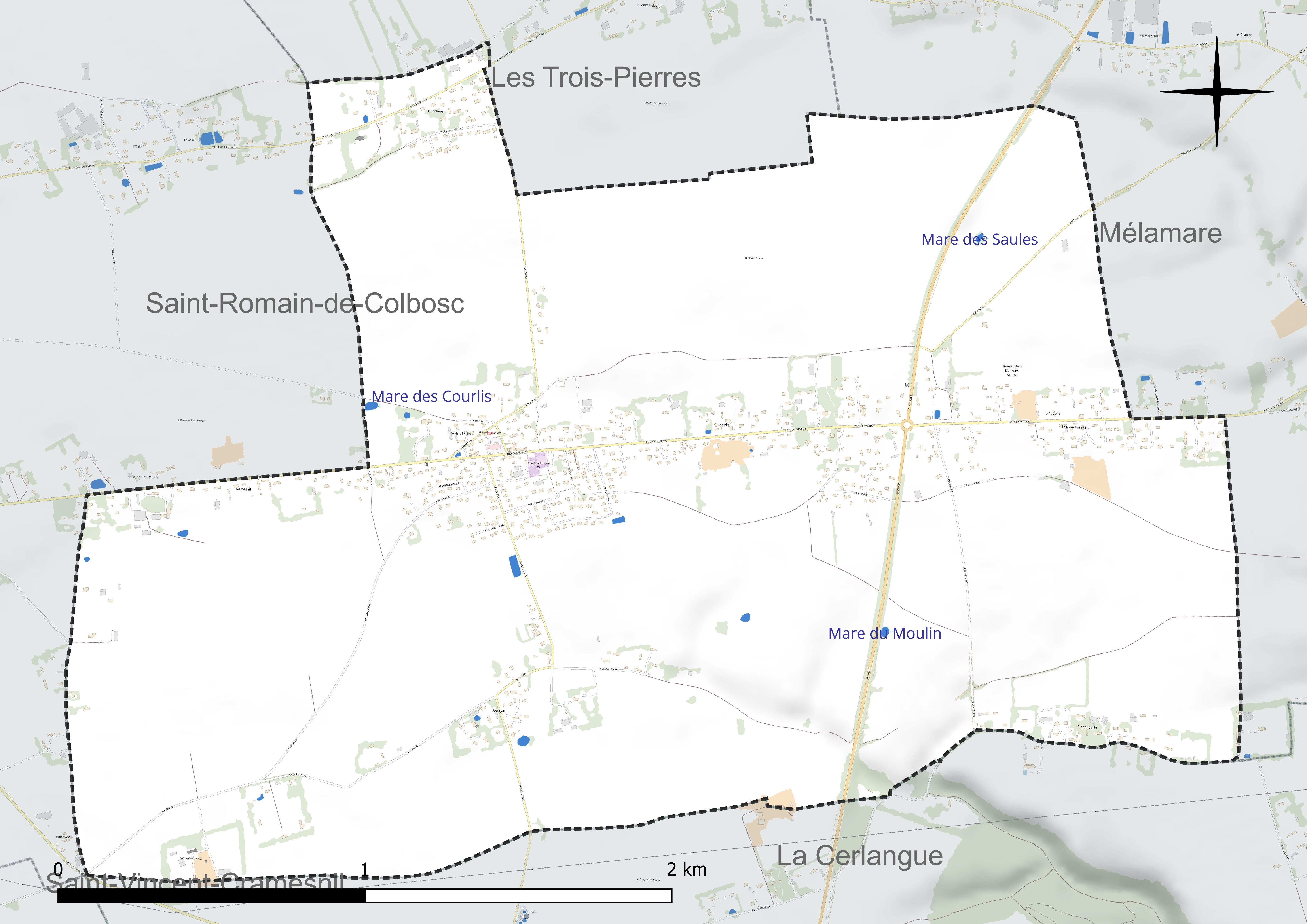
Réseau hydrographique de la Remuée.

### Climat
Pour des articles plus généraux, voir Climat de la Normandie et Climat de la Seine-Maritime.
En 2010, le climat de la commune est de type climat océanique franc, selon une étude du CNRS s'appuyant sur une série de données couvrant la période 1971-2000. En 2020, Météo-France publie une typologie des climats de la France métropolitaine dans laquelle la commune est exposée à un climat océanique et est dans la région climatique Côtes de la Manche orientale, caractérisée par un faible ensoleillement (1 550 h/an) ; forte humidité de l’air (plus de 20 h/jour avec humidité relative > 80 % en hiver), vents forts fréquents. Parallèlement le GIEC normand, un groupe régional d’experts sur le climat, différencie quant à lui, dans une étude de 2020, trois grands types de climats pour la région Normandie, nuancés à une échelle plus fine par les facteurs géographiques locaux. La commune est, selon ce zonage, exposée à un « climat maritime », correspondant au Pays de Caux, frais, humide et pluvieux, légèrement plus frais que dans le Cotentin.
Pour la période 1971-2000, la température annuelle moyenne est de 10,2 °C, avec une amplitude thermique annuelle de 13,4 °C. Le cumul annuel moyen de précipitations est de 965 mm, avec 13,9 jours de précipitations en janvier et 8,8 jours en juillet. Pour la période 1991-2020, la température moyenne annuelle observée sur la station météorologique la plus proche, située sur la commune de Petiville à 15 km à vol d'oiseau, est de 12,0 °C et le cumul annuel moyen de précipitations est de 844,9 mm,. Pour l'avenir, les paramètres climatiques de la commune estimés pour 2050 selon différents scénarios d'émission de gaz à effet de serre sont consultables sur un site dédié publié par Météo-France en novembre 2022.

## Urbanisme

### Typologie
Au 1er janvier 2024, La Remuée est catégorisée commune rurale à habitat dispersé, selon la nouvelle grille communale de densité à sept niveaux définie par l'Insee en 2022.
Elle est située hors unité urbaine. Par ailleurs la commune fait partie de l'aire d'attraction du Havre, dont elle est une commune de la couronne,. Cette aire, qui regroupe 116 communes, est catégorisée dans les aires de 200 000 à moins de 700 000 habitants,.

### Occupation des sols
L'occupation des sols de la commune, telle qu'elle ressort de la base de données européenne d’occupation biophysique des sols Corine Land Cover (CLC), est marquée par l'importance des territoires agricoles (84,8 % en 2018), en diminution par rapport à 1990 (87 %). La répartition détaillée en 2018 est la suivante : 
terres arables (80,2 %), zones urbanisées (14,9 %), prairies (4,6 %), forêts (0,3 %). L'évolution de l’occupation des sols de la commune et de ses infrastructures peut être observée sur les différentes représentations cartographiques du territoire : la carte de Cassini (XVIIIe siècle), la carte d'état-major (1820-1866) et les cartes ou photos aériennes de l'IGN pour la période actuelle (1950 à aujourd'hui).

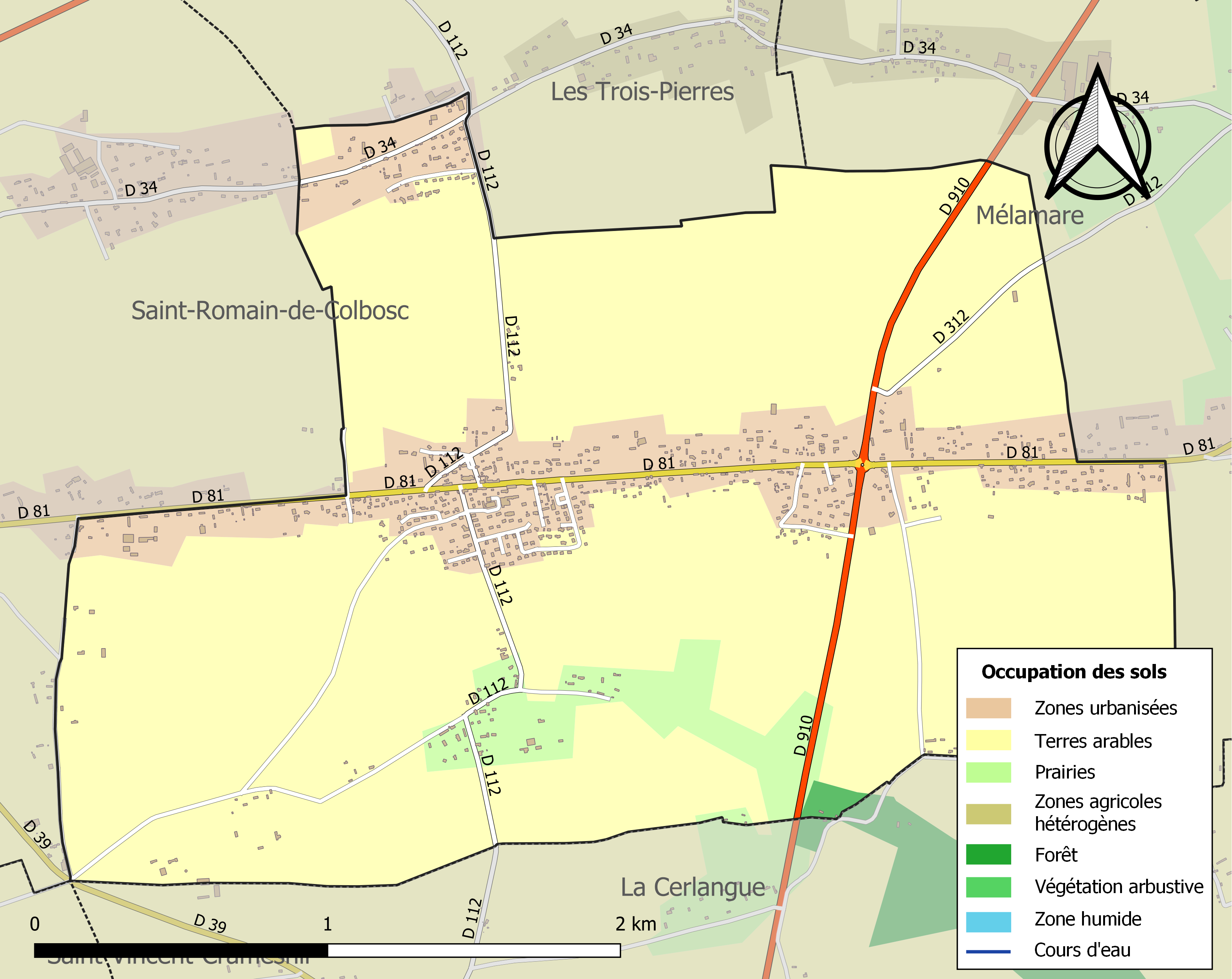
Carte des infrastructures et de l'occupation des sols de la commune en 2018 (CLC).

## Toponymie
Le nom de la localité est attesté sous les formes « Ab hominibus de la Remuée in Normannia » en 1268; La Remuée Sancta Maria en 1319; Remota en 1337; La Remuée Nostre Dame en 1431 (Longnon, 21, 86) et en 1433; Curato de Remota en 1445; Remota en 1529; Fief de la Remuée en 1534; Notre Dame de la Remuée en 1673; Notre Dame de la Remuée en 1692; La Remuée en 1738 (Pouillé); La Remuée en 1715 (Frémont); La Remuée et Moulin de la Remuée en 1757 (Cassini); La Remuée en 1953.

## Histoire
La Remuée est  une paroisse fondée au début du XIIIe siècle, vers 1240, dans les essarts de la forêt de Lillebonne par Renaud comte de Boulogne.

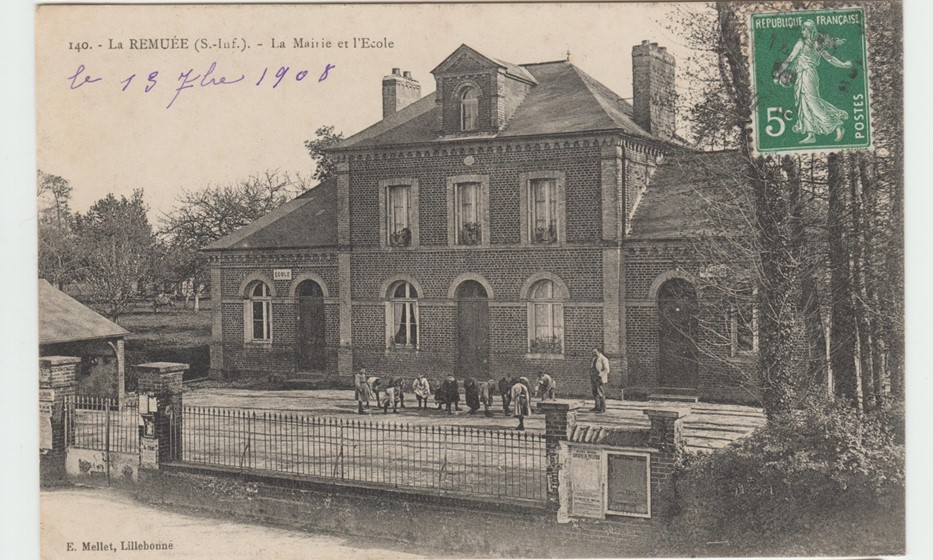
Photographie ancienne de la mairie-école de La Remuée à la Belle Époque.

L'entre deux guerres à La Remuée. Période 1925-1936
Michel Auvray et André Dubuc écrivent : « Alexandre Morin avait seize ans lorsqu'il entra en musique. Je ne peux me résoudre à utiliser une autre formulation tant la Musique fut pour lui un véritable sacerdoce. Je crois qu'il ne pouvait concevoir la vie sans la musique; elle faisait partie de son être.
Dès 1907, il entra à la Société Musicale d'Harfleur alors dirigée par M.Duminy. Pendant quatre ans, il va acquérir une base musicale sérieuse et en 1911, lorsqu'il sera appelé sous les drapeaux au 74e R.I., c'est bien entendu dans la musique du régiment qu'il fera son service. Pendant trois ans — c'était la durée du service militaire à cette époque — ses connaissances musicales et sa maîtrise instrumentale au cornet à pistons vont s'affirmer, lui faisant espérer un rôle de premier plan dans la fanfare de son pays. Mais son retour à Harfleur va se trouver quelque peu différé : ses trois ans de service auraient dû se terminer... en 1914! Il ne rentrera dans ses foyers qu'en 1918, après quatre ans de guerre passés dans différentes unités.
Il retrouvera très vite sa société de musique après sept années d'absence. Sur une photographie de la Société Musicale d'Harfleur datée de septembre 1919, on le voit tout en haut à gauche.
En 1922, Alexandre Morin s'installe à La Remuée. Coup dur pour un musicien. Pendant plusieurs années, le temps de se faire de nouvelles connaissances, il va ronger son frein.(Ceux qui ont bien connu le magasin de La Remuée où Alexandre vendait et réparait des vélos vont sûrement penser - mais ils ont tort - que j'ai voulu faire un bien vilain jeu de mots). C'est sans doute vers 1926 que n'y tenant plus, il entreprend de faire étudier le solfège à certains Rémotais. Après le solfège, l'instrument. Les musiciens devaient se le procurer, car aucune trace de subvention exceptionnelle n'apparaît dans les registres municipaux de La Remuée. Toutefois, il n'est pas impossible que certains mécènes aient aidé les jeunes musiciens.
En 1927, une société était constituée, qui prit le nom de Fanfare de La Remuée; du moins, c'est à cette date qu'une bannière fut offerte par Madame Aline Paris (née Baillobay et dont la fille Aline avait épousé Emile Dégenétais devenu à cette époque maire de Rogerville). Aucune nouvelle association n'ayant été déclarée à la sous-préfecture, on peut raisonnablement penser que cette musique était l'une des activités de "L'Amicale de La Remuée, association déclarée le 9 mars 1922 et dont l'objet mentionné était "Relations amicales; tir et sports; distractions honnêtes".
La musique n'est-elle pas une honnête distraction ? En 1922, le bureau de cette Amicale était constitué des membres suivants : 
-Léon Houllemare, entrepreneur de maçonnerie, président ; 

-Ernest Périer, cultivateur, vice-président ; 

-Marcel Boivin, boulanger, trésorier ; 

-André Roussel, cultivateur, trésorier-adjoint ; 

-Henri Roussel, commerçant, secrétaire ; 

-Joseph Avenel, commerçant, conservateur ; 

-Jean Delage, instituteur, directeur général.
Nos deux anciens se souviennent avoir fait le déplacement à Rogerville (M.le maire obéissait-il aux injonctions de sa belle-mer ?), Gommerville, Saint-Gilles, Saint-Vincent, Les Trois-Pierres, La Cerlangue, et La Remuée bien évidemment. La fanfare est aussi mentionnée à Saint-Romain le 21 juillet 1929 pour le festival des journées agricoles et commerciales, et à Criquetot-l'Esneval le 19 mai 1929 pour le festival organisé à l'occasion du 50e anniversaire de la Société Musicale de Criquetot.
La fanfare de La Remuée s'éteignit en 1935, et c'est Saint-Romain qui accueillit les musiciens orphelins : Alexandre Morin, Christian Devaux, et Albert Durel allèrent grossir les rangs de la Société Musicale avec laquelle on les verra, dès 1936, participer au concours de Poissy. Les frères Parmentier, eux, n'y firent qu'un court séjour, rejoignant bientôt la Renaissance. Enfin, plus tardivement, Roger Heute viendra à la Société Musicale vers 1950, trois ans avant de recevoir sa médaille de la Fédération Musicale de Normandie »

## Politique et administration
| Période                                  | Période                    | Identité        | Étiquette | Qualité |
| ---------------------------------------- | -------------------------- | --------------- | --------- | ------- |
| Les données manquantes sont à compléter. |                            |                 |           |         |
|                                          |                            | Julien Bruguet  |           |         |
|                                          | mai 1967                   | Henri Courseaux |           |         |
| mai 1967                                 | mars 1983                  | Paul Leclaire   |           |         |
| mars 1983                                | mars 2008                  | Gérard Duval    |           |         |
| mars 2008                                | mai 2020                   | Olivier Haas    |           |         |
| mai 2020                                 | En cours (au 10 août 2020) | Nadège Courché  |           |         |

## Démographie
L'évolution du nombre d'habitants est connue à travers les recensements de la population effectués dans la commune depuis 1793. Pour les communes de moins de 10 000 habitants, une enquête de recensement portant sur toute la population est réalisée tous les cinq ans, les populations de référence des années intermédiaires étant quant à elles estimées par interpolation ou extrapolation. Pour la commune, le premier recensement exhaustif entrant dans le cadre du nouveau dispositif a été réalisé en 2005.

En 2022, la commune comptait 1 280 habitants, en évolution de −0,93 % par rapport à 2016 (Seine-Maritime : +0,35 %, France hors Mayotte : +2,11 %).
| 1793 | 1800 | 1806 | 1821 | 1831 | 1836 | 1841 | 1846 | 1851 |
| ---- | ---- | ---- | ---- | ---- | ---- | ---- | ---- | ---- |
| 699  | 760  | 732  | 766  | 712  | 760  | 725  | 690  | 733  |

| 1856 | 1861 | 1866 | 1872 | 1876 | 1881 | 1886 | 1891 | 1896 |
| ---- | ---- | ---- | ---- | ---- | ---- | ---- | ---- | ---- |
| 677  | 648  | 677  | 645  | 686  | 652  | 662  | 657  | 607  |

| 1901 | 1906 | 1911 | 1921 | 1926 | 1931 | 1936 | 1946 | 1954 |
| ---- | ---- | ---- | ---- | ---- | ---- | ---- | ---- | ---- |
| 612  | 610  | 555  | 508  | 503  | 484  | 514  | 514  | 453  |

| 1962 | 1968 | 1975 | 1982 | 1990 | 1999  | 2005  | 2006  | 2010  |
| ---- | ---- | ---- | ---- | ---- | ----- | ----- | ----- | ----- |
| 449  | 484  | 640  | 711  | 861  | 1 176 | 1 281 | 1 301 | 1 326 |

| 2015  | 2020  | 2022  | - | - | - | - | - | - |
| ----- | ----- | ----- | - | - | - | - | - | - |
| 1 298 | 1 274 | 1 280 | - | - | - | - | - | - |

## Culture locale et patrimoine

### Lieux et monuments
- Temple bouddhiste.
- Église Notre-Dame du XVIIIe siècle et du XIXe siècle.

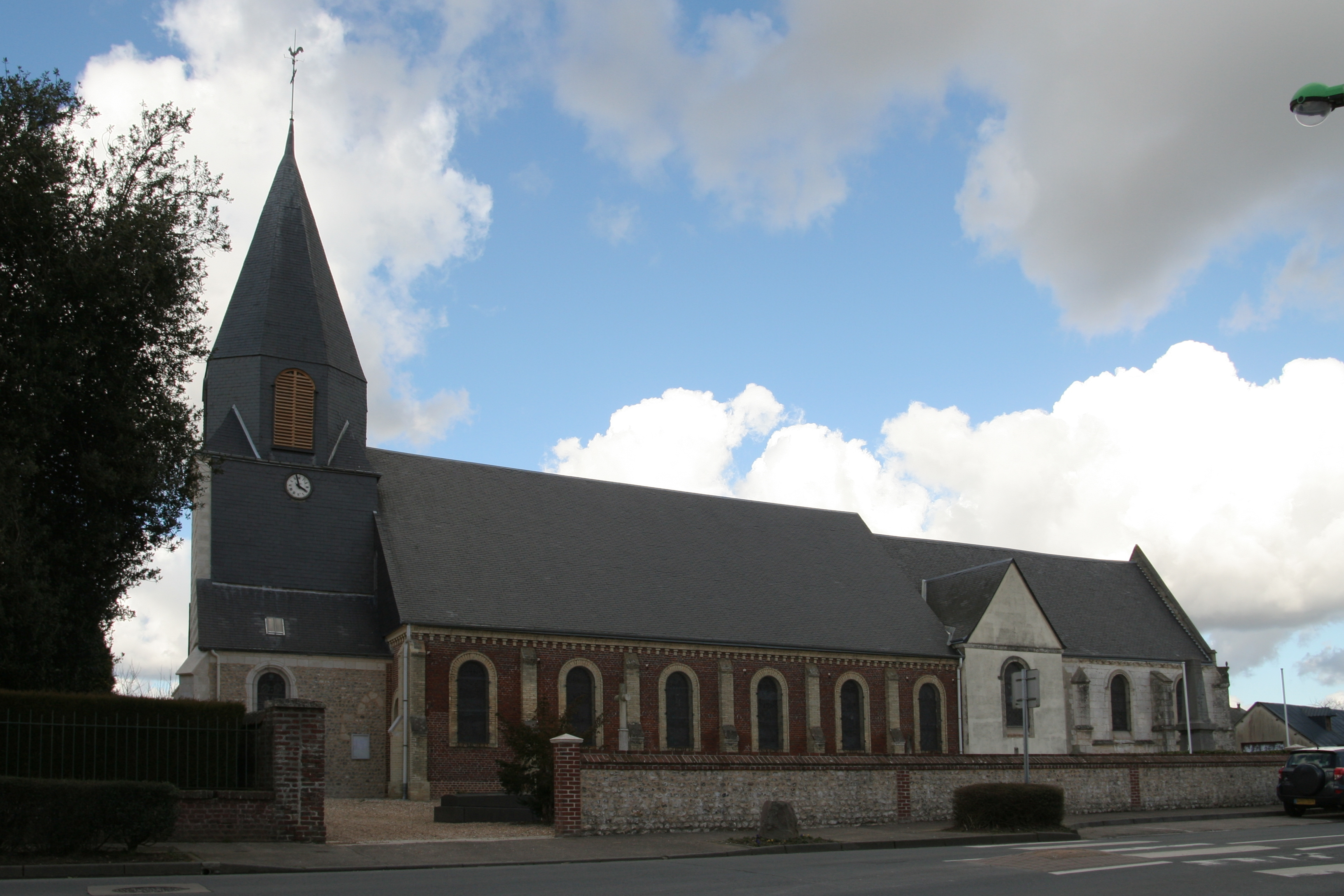
L'église Notre-Dame.

- Château de Maréfosse du XVIIe siècle, propriété au XVIIIe siècle de Jean-Jacques Duval d'Eprémesnil.

### Personnalités liées à la commune
- Jean-Pierre Lartisien, sculpteur[réf. nécessaire].

### Héraldique
| Blason de La Remuée | Blason  | De gueules aux deux épées hautes d'argent passées en sautoir, cantonnées de quatre merlettes d'or. |
| Blason de La Remuée | Détails | |